# 里田罗氏家庙
里田罗氏家庙，位于中国福建省清流县里田乡里田村，清乾隆四十九年（1784年）建，坐西北朝东南。前坪广，门楼高大，由上、下二厅组成，占地面积399.64平方米。家庙内贴有历代家族子弟捷报。1929年11月，罗炳辉曾率部进驻罗氏家庙。2009年11月16日公布为第七批福建省文物保护单位。